# 1115

سنة 1115 كانت سنة بسيطة تبدأ يوم الجمعة (سوف يظهر الرابط التقويم الكامل للعام) حسب التقويم اليولياني.

## أحداث

### بلاد الشام
14 سبتمبر - معركة سرمين: فاجأ الصليبيون بقيادة الأمير روجر من ساليرنو الجيش التركي السلجوقي (حوالي 8000 رجل) بقيادة الأمير بورصق بن برصق في سرمين (سوريا الحديثة). بالكاد تجنب بورسق الاستيلاء وهرب مع بضع مئات من الفرسان. أعاد روجر احتلال قلعة كفرتاب وقام بتوحيد منطقته حول أنطاكية.

### أوروبا
24 يوليو - ماتت ماتيلدا مارجرافين توسكانا في بوندينو. خلال فترة حكمها شنت حربًا متقطعة مع الإمبراطور الراحل هنري الرابع على حقوق الميراث لإقطاعاتها في لومباردي وتوسكانا.

### آسيا
تم إنشاء سلالة جين من قبل زعيم قبيلة جورتشن تايزو (أو أغودا). أسس نظام إدارة مزدوج: بيروقراطية على الطريقة الصينية لحكم شمال وشمال شرق الصين.
اكتسب ميناموتو نو تاميوشي البالغ من العمر 19 عامًا وهو نبيل ياباني وساموراي اعترافًا بقمع أعمال شغب ضد الإمبراطور توبا في دير بالقرب من كيوتو (تاريخ تقريبي).

## حسب الموضوع

### الدين
أصبح بيتر أبيلارد الفيلسوف الفرنسي المدرسي أستاذًا في مدرسة الكاتدرائية في نوتردام.
هيو دي سانت فيكتور عالم اللاهوت والكاتب الفرنسي ينضم إلى العصر الفيكتوري (في دير القديس فيكتور الأوغسطيني) في باريس.
الوفيات
8 يوليو - بيتر الناسك الزعيم الديني الفرنسي
24 يوليو - ماتيلدا مارجرافين من توسكانا (مواليد 1046)
22 ديسمبر - أولاف ماجنوسون ملك النرويج (مواليد 1099)
23 ديسمبر - إيفو شارتر الأسقف الفرنسي (مواليد 1040)
30 ديسمبر - ثيودوريك الثاني دوق لورين
أبو المعين النسفي عالم لاهوت عربي
أديلا من فلاندرز ملكة الدنمارك (مواليد 1064)
ليو مارسيكانوس كاردينال إيطالي (مواليد 1046)
مزدلي بن تيلانكان والي المرابطين
شين أراهان مستشار ديني بورمي
تانخلم أنتويرب، كاهن فلمنكي
تورجوت دورهام الأسقف الإسكتلندي

## مواليد
- روبير واس
- عبد الرحمن الخازني
- محمد بن عبد الوهاب

## وفيات
- بطرس الناسك